# Test de Finkbeiner

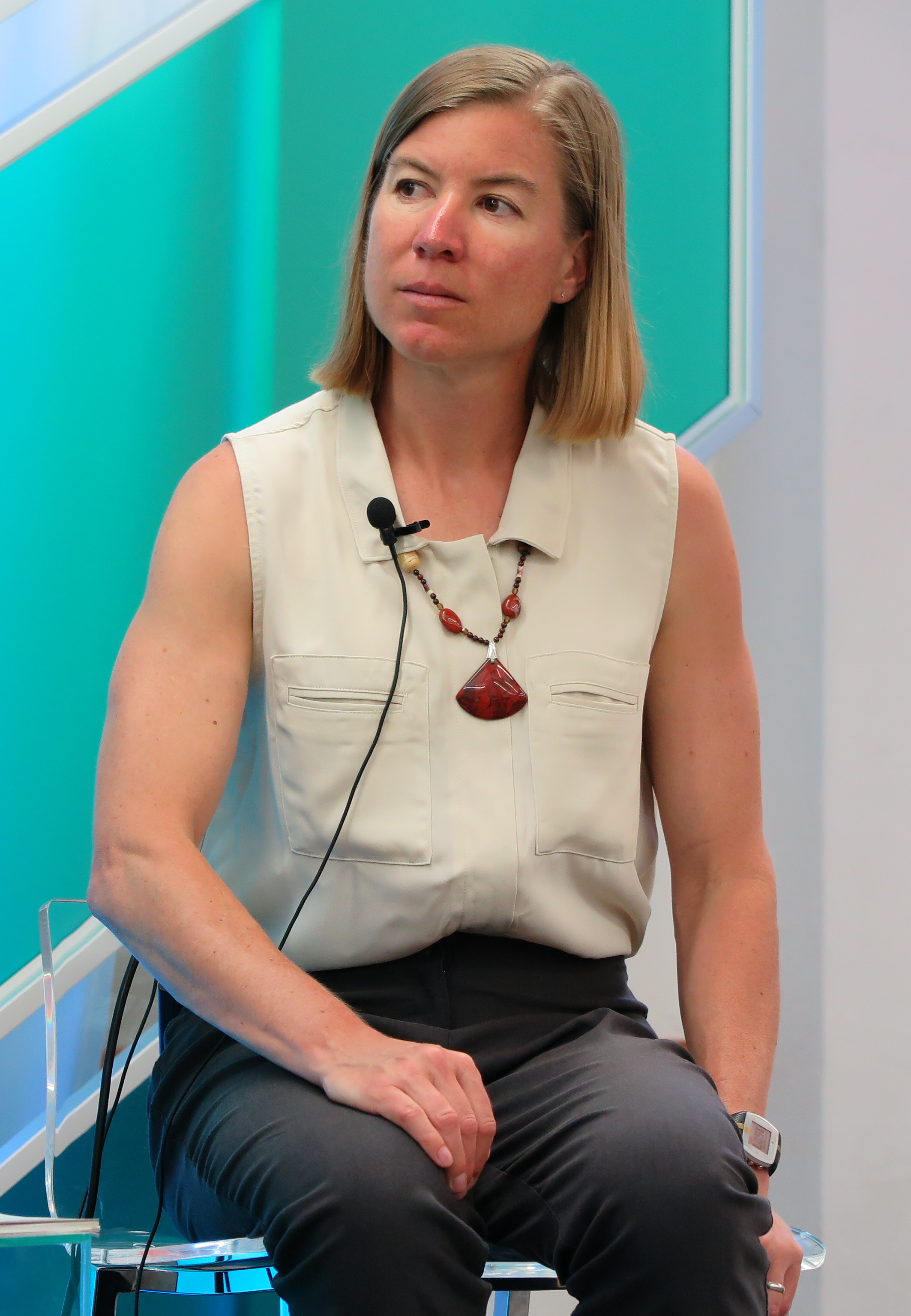
Christie Aschwanden en 2015

Le test de Finkbeiner est une liste de critères proposée par la journaliste américaine Christie Aschwanden. Il est destiné à servir d'aide-mémoire pour la rédaction d'articles biographiques relatifs à des femmes scientifiques pour en éradiquer le sexisme.

## Critères
Un article passant le test avec succès ne mentionne pas :
- le fait que la scientifique soit une femme ;
- le métier de son mari ;
- la manière dont elle concilie maternité et travail ;
- la manière dont elle materne ses subordonnés ;
- combien la compétition dans sa spécialité l'a stupéfiée ;
- le modèle qu'elle représente pour d'autres femmes ;
- le fait qu'elle est « la première femme à… »[1].

## Histoire
Christie Aschwanden a présenté ce test le 5 mars 2013 dans un article publié par le magazine scientifique en ligne Double X Science (en),. Elle l'a créé dans l'esprit du test de Bechdel, qui vise à démontrer par l'absurde combien certaines œuvres de fiction sont centrées sur le genre masculin des personnages. Elle lui a donné le nom de la journaliste scientifique Ann Finkbeiner (en), en hommage à sa décision de faire un article sur une astronome et pas un texte sur « une femme astronome »,,,.
En 2013, le New York Times a été cité comme contre-exemple à propos d'une nécrologie d'Yvonne Brill, qui commençait ainsi : « Elle cuisinait un bœuf Stroganov du tonnerre, suivait son mari tout au long de sa carrière et interrompit la sienne huit années durant pour élever trois enfants »,.

## Finkbeiner inversé
Le « Finkbeiner inversé » est un exercice qui demande aux étudiants de rédiger sur un savant masculin un article qui échouerait au test de Finkbeiner s'il était écrit sur une femme,.